# Hemiancistrus medians
Hemiancistrus medians es una especie de peces de la familia Loricariidae, en el orden de los Siluriformes.

## Morfología
Los machos pueden llegar a alcanzar los 39 cm (centímetros) de longitud total.

## Hábitat
Es un pez de agua dulce.

## Distribución geográfica
Se encuentran en Sudamérica: cuenca del río Maroni.